# Конверс (Тексас)
Конверс (енгл. Converse) град је у америчкој савезној држави Тексас. По попису становништва из 2010. у њему је живело 18.198 становника.

## Демографија
Према попису становништва из 2010. у граду је живело 18.198 становника, што је 6.690 (58,1%) становника више него 2000. године.
| Група             | 2000.         | 2010.         |
| Белци             | 6.089 (52,9%) | 6.653 (36,6%) |
| Афроамериканци    | 1.499 (13,0%) | 3.836 (21,1%) |
| Азијати           | 253 (2,2%)    | 436 (2,4%)    |
| Хиспаноамериканци | 3.388 (29,4%) | 6.861 (37,7%) |
| Укупно            | 11.508        | 18.198        |